# Christa Zechmeister
Christa Zechmeister (Berchtesgaden, 4 dicembre 1957) è un'ex sciatrice alpina tedesca che gareggiò per la nazionale tedesca occidentale, vincitrice della Coppa del Mondo di slalom speciale nel 1974.

## Biografia
Specialista delle prove tecniche sorella di Marianne, a sua volta sciatrice alpina, Christa Zechmeister ottenne il primo risultato di rilievo in Coppa del Mondo il 9 dicembre 1972 sul tracciato di Val-d'Isère, giungendo 10ª in slalom speciale; nella stessa stagione e nella stessa specialità vinse la medaglia d'argento agli Europei juniores di Ruhpolding 1973 e conquistò il primo podio in Coppa del Mondo, il 3º posto a Heavenly Valley alle spalle delle sciatrici francesi Patricia Emonet e Fabienne Serrat.
Nella stagione 1973-1974 conquistò quattro vittorie in slalom speciale in Coppa del Mondo (tra queste la prima della sua carriera, il 7 dicembre a Val-d'Isère) e si aggiudicò la Coppa del Mondo di specialità con 16 punti di vantaggio sulla 2ª classificata, la sua connazionale Rosi Mittermaier; prese inoltre parte ai Mondiali di Sankt Moritz 1974, piazzandosi 15ª nello slalom gigante. Nella stagione 1974-1975 fu 3ª nella classifica della Coppa del Mondo di slalom speciale, vinta dalla svizzera Lise-Marie Morerod con 5 punti in più della Zechmeister.
Il 17 gennaio 1976 ottenne l'ultima vittoria in Coppa del Mondo, nonché ultimo podio, sulle nevi del suo paese natale, Berchtesgaden; in seguito fu convocata per i XII Giochi olimpici invernali di Innsbruck 1976, sua unica presenza olimpica, dove ottenne il 7º posto nello slalom speciale. Partecipò anche ai Mondiali di Garmisch-Partenkirchen 1978, giungendo 10ª nello slalom gigante e 9ª nello slalom speciale; l'8 marzo 1980 ottenne l'ultimo piazzamento della sua attività agonistica, chiudendo 11ª nello slalom speciale di Coppa del Mondo disputato a Vysoké Tatry.

## Palmarès

### Europei juniores
- 1 medaglia[2]:
  - 1 argento (slalom speciale a Ruhpolding 1973)

### Coppa del Mondo
- Miglior piazzamento in classifica generale: 4ª nel 1974
- Vincitrice della Coppa del Mondo di slalom speciale nel 1974
- 12 podi (1 in slalom gigante, 11 in slalom speciale):
  - 6 vittorie (tutte in slalom speciale)
  - 1 secondo posto
  - 5 terzi posti

#### Coppa del Mondo - vittorie
| Data            | Località       | Paese          | Specialità |
| --------------- | -------------- | -------------- | ---------- |
| 7 dicembre 1973 | Val-d'Isère    | Francia        | SL         |
| 8 gennaio 1974  | Les Gets       | Francia        | SL         |
| 16 gennaio 1974 | Les Diablerets | Svizzera       | SL         |
| 24 gennaio 1974 | Bad Gastein    | Austria        | SL         |
| 16 gennaio 1975 | Schruns        | Austria        | SL         |
| 17 gennaio 1976 | Berchtesgaden  | Germania Ovest | SL         |

Legenda:

SL = slalom speciale

### Campionati tedeschi
- 1 oro (slalom speciale nel 1977)[3]